# Njinyi
Njinyi ("colui che è ovunque"), è una divinità della mitologia delle popolazioni Bamoum del Camerun.

## Nel mito
Creò all'inizio dei tempi uomini e donne forti e sani, ma non conoscendo la morte rimase sorpreso quando gli esseri umani morivano. Interrogata la morte sul perché agisse in quel modo essa rispose che erano gli stessi esseri umani che volevano morire. La morte mostrò quindi a Njinyi molti umani che si lamentavano della vita e chiedevano di morire, allora la divinità comprese la verità andandosene rattristato.